# Vela (torrente)
Il torrente Vela è un torrente della provincia di Trento; affluente di destra dell'Adige, è interamente compreso nel comune di Trento.

## Storia
Nel corso degli anni il torrente ha più volte invaso e danneggiato l'abitato di Vela.

## Descrizione
Il torrente Vela nasce sotto la malga Vason a 1350 metri circa di quota ed ha una lunghezza complessiva di circa 8,1 Km; la sua pendenza media è di 143 metri al Km.. 
Dalla sorgente scende lungo il versante occidentale del monte Bondone, passando tra gli abitati di Sopramonte e Baselga del Bondone, quindi sotto Cadine; da lì piega bruscamente verso sud-est in direzione di Trento, formando la stretta gola del "Bus de Vela" tra il Bondone e il Soprasasso, attraversando la tagliata stradale Bus de Vela dove viene incanalato. 
Sul fondovalle attraversa il borgo di Vela, a nord del Doss Trento, confluendo subito dopo nell'Adige.